# Harzrundfahrt 1956
Die Harzrundfahrt 1956 war die 28. Austragung der traditionsreichen Harzrundfahrt. Die Radsportveranstaltung wurde als Eintagesrennen ausgetragen. Das Rennen fand am 2. September mit Start und Ziel in Schönebeck statt. Die Strecke war 260 Kilometer lang.

## Rennverlauf
400 Radrennfahrer aller Altersklassen hatten für das Rennen gemeldet, darunter mehrere Mannschaften aus Vereinen des Bundes Deutscher Radfahrer. Zwölf und fünf Minuten betrug die Vorgabe an die Fahrer der Leistungsklassen III und II. Knapp 50 Prämien waren für Sprintwertungen und Bergwertungen ausgesetzt worden.
Bei Wernigerode hatte eine Gruppe um Täve Schur die Vorgabefahrer eingeholt. Am Wendefurther Berg setzten sich Schur und Schober von den Konkurrenten ab. 45 Kilometer vor dem Ziel hatte Schober eine Reifenpanne und Schur fuhr als Solist bis ins Ziel im Stadion von Schönebeck. Dort hatte er rund neun Minuten Vorsprung herausgefahren.
|     | Fahrer             | Ort                     | Zeit (h) |
| --- | ------------------ | ----------------------- | -------- |
| 01. | Gustav-Adolf Schur | SC Wissenschaft Leipzig | 7:51:35  |
| 02. | Günter Grünwald    | SC Wissenschaft Leipzig | 8:00:53  |
| 03. | Erich Hagen        | SC Wissenschaft Leipzig | 8:00:53  |
| 04. | Kanzler            | Neu-Isenburg            | 8:00:56  |
| 05. | Johannes Schober   | SC Wissenschaft Leipzig | 8:00:56  |
| 06. | Franz Farr         | Hanau                   | 8:11:50  |
| 0 … |                    |                         |          |